# Parco naturale La Mandria
Il parco naturale La Mandria è un'area naturale protetta situata tra il torrente Stura di Lanzo, il torrente Ceronda e l'area urbanizzata a nord-ovest di Torino e di Venaria Reale. È stato istituito nel 1978 dalla Regione Piemonte, risultando il primo parco regionale ad essere istituito in Italia.

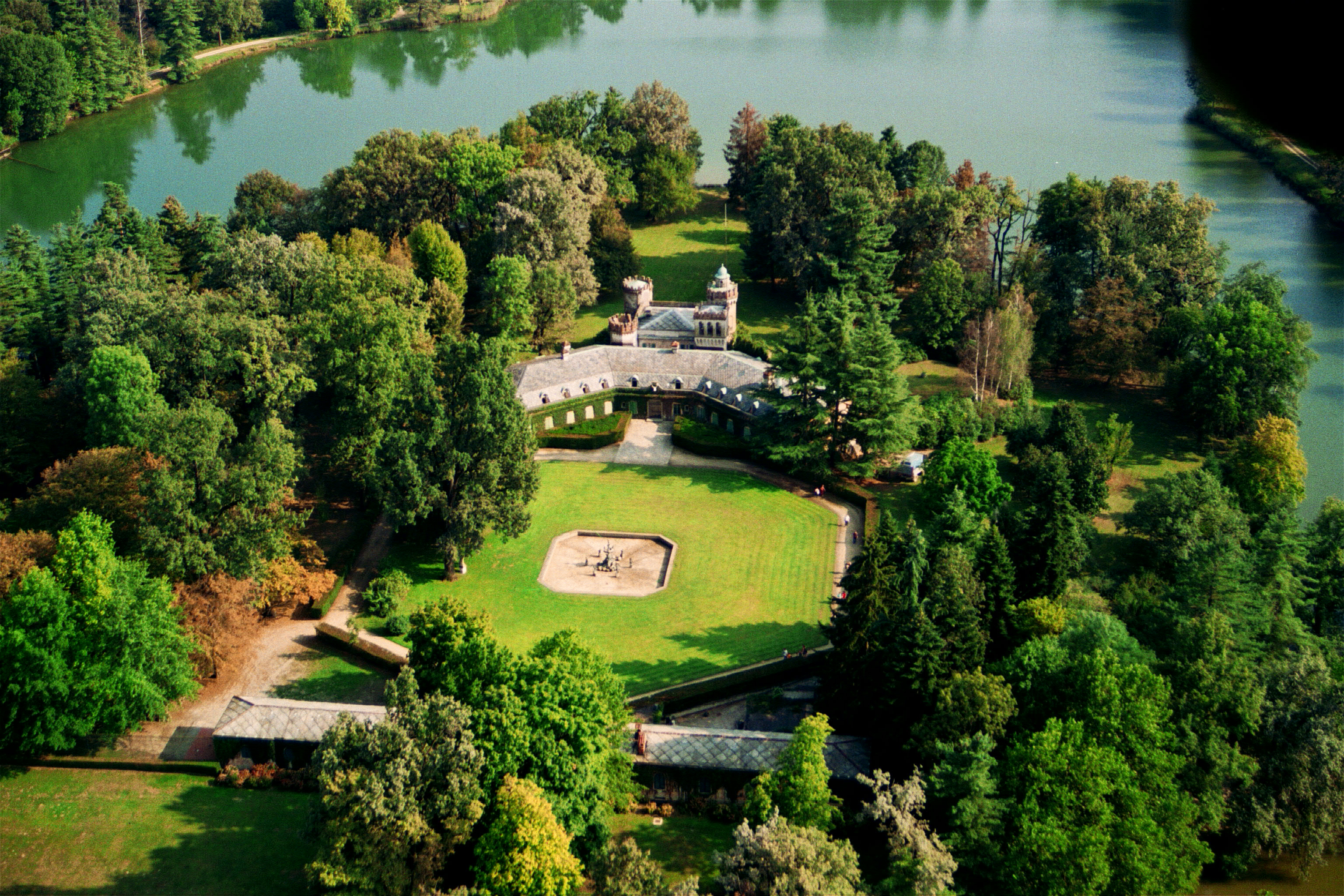
La Villa dei Laghi

## Storia
Grazie al lungo muro di cinta fatto costruire a metà '800 da re Vittorio Emanuele II, il parco La Mandria è il secondo più grande parco cintato d'Europa dopo quello di Chambord. La superficie recintata ammonta a circa 3.000 ettari. Il muro, lungo circa 30 km e costato 1 milione di lire, doveva proteggere gli appartamenti reali del castello della Mandria voluti dal re per viverci con la sua seconda famiglia creata con la moglie morganatica Rosa Vercellana detta "la Bela Rosin"; è servito di fatto a proteggere uno dei rarissimi lembi sopravvissuti della foresta planiziale che un tempo copriva l'intera Pianura Padana.
Gran parte del territorio del parco appartiene ora al comune di Druento. Nel medioevo invece il territorio apparteneva alla comunità di Rubbianetta, ora scomparsa. Si conserva, nella zona della Rubbianetta, la pregevole chiesetta di San Giuliano, al cui interno sono presenti affreschi con immagini di santi, risalenti al 1493. A lato della chiesetta si possono osservare i resti del ricetto medievale e del castello appartenuto ai visconti di Baratonia, antichi consignori del luogo.
I marchesi Medici del Vascello, divenuti nel 1882 proprietari della tenuta alla morte di Vittorio Emanuele II, ne hanno mantenuto integre le caratteristiche naturali ed architettoniche, consentendo di trasmettere sino ai giorni nostri uno dei più importanti patrimoni piemontesi. Nella tenuta de La Mandria, ancora a metà del secolo scorso, vivevano oltre 900 persone, ed erano presenti due chiese, due scuole, un teatro, un cinema, un giornale ed addirittura una piccola piscina destinata ai ragazzi.
Nel 1976 la tenuta venne in parte venduta alla Regione Piemonte che, con la L.R. 54/1978 istituì il parco suddividendo il territorio in due grandi aree, il preparco di 3.446 ettari, all'esterno del muro - con finalità di graduale raccordo tra il regime d'uso e di tutela dell'area attrezzata e le aree circostanti, e l'area attrezzata, vero nucleo del parco, di 3.124 ettari - con finalità di tutela del patrimonio naturalistico e culturale - nella quale sono collocate anche attrezzature per il tempo libero.
Molti sono i varchi per accedere al parco: quelli privati, ovvero il cancello di Fiano sul viale Bella Rosina e i cancelli di Robassomero denominati Cascina la Falchetta, Cancello delle Teppe con cui si accede al Royal Park I Roveri, e quelli pubblici ovvero Druento e Cascina Rubianetta, Ponte Verde e Tre Cancelli, cancello Brero nel territorio di Venaria Reale, la Bizzarria nel territorio di San Gillio e cascina Oslera e Villa Laghi.
L'accesso al pubblico (fruitori/visitatori) avviene esclusivamente dagli ingressi di Ponte Verde e Tre Cancelli (Venaria Reale), Rubbianetta e Cascina Oslera (Druento) e Bizzarría (San Gillio). Nel parco è possibile accedere solamente a piedi od in bicicletta. I cani non sono ammessi. Numerose sono le attività organizzate per la fruizione degli spazi naturali, quali trekking a piedi, visite notturne con il trenino interparco, conferenze naturalistiche, gite in carrozza.
Il parco la Mandria è un sito di importanza comunitaria (SIC) istituito dalla Regione Piemonte per implementare la Rete Natura 2000, la principale azione comunitaria per la conservazione della natura basata su una nuova politica di gestione dell'ambiente sviluppata attraverso obiettivi e strategie comuni all'interno di siti già presenti (parchi e riserve naturali) oppure individuati ex novo.

## Fauna

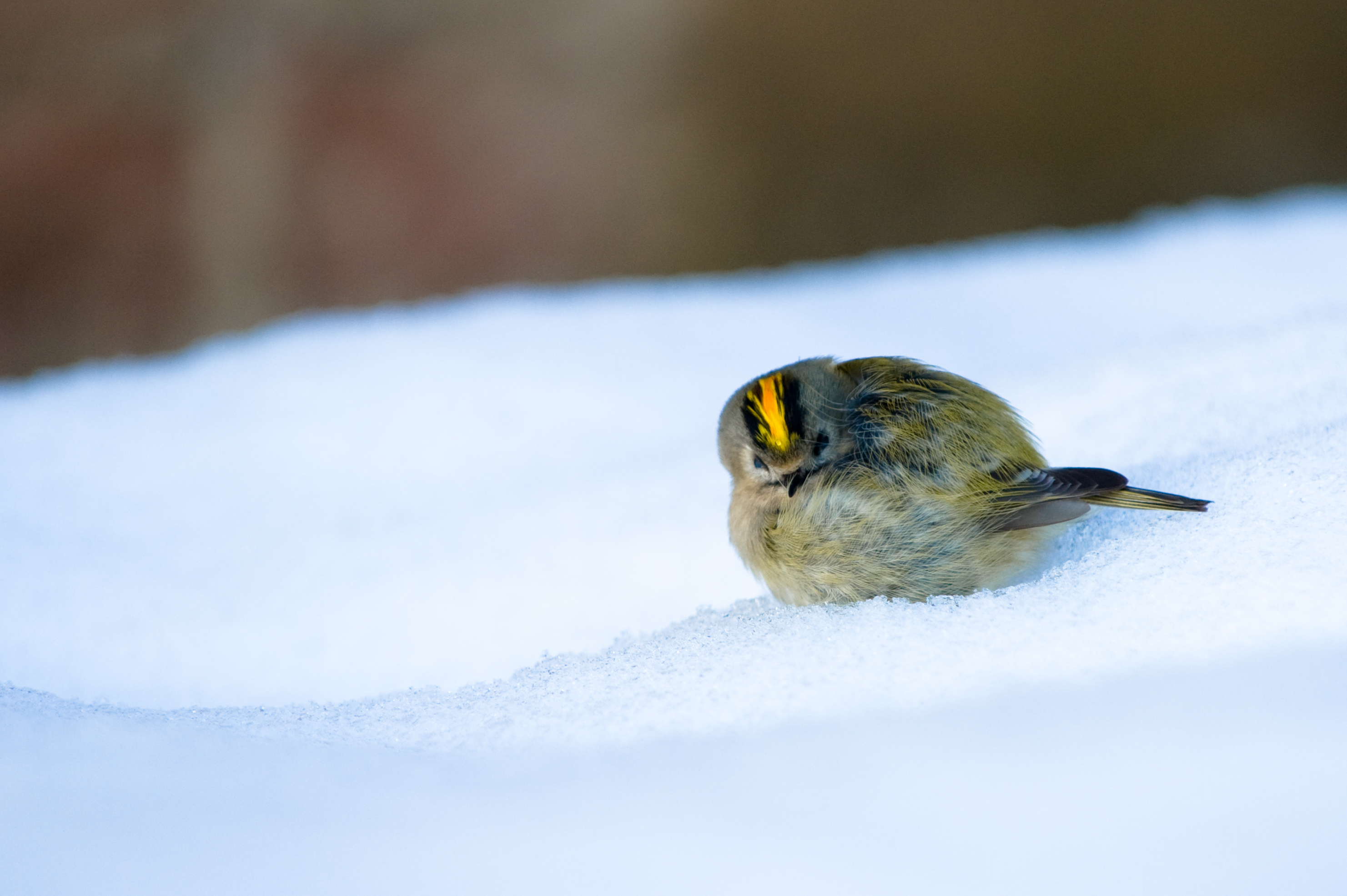
Un regolo nel parco.

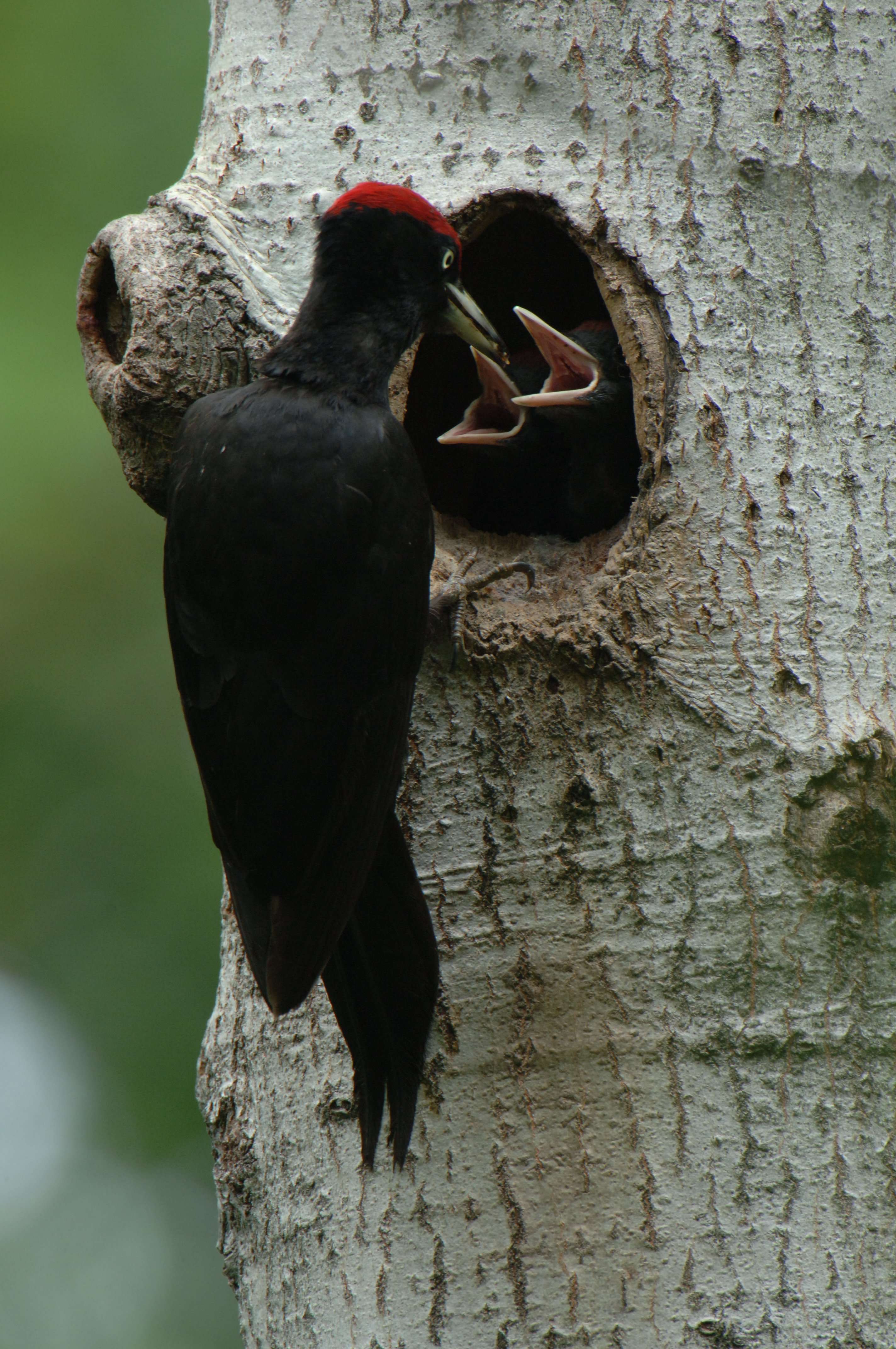
Picchio nero con prole

La fauna comprende principalmente cervi, cinghiali, volpi, lepri e  tassi e rapaci notturni quali gufi, civette e allocchi oltre alle specie aliene rappresentate da nutrie, daini e minilepri. Gli animali più interessanti sono quelli legati all'ambiente forestale maturo quali il picchio nero, che in pianura nidifica solo a La Mandria, e il coleottero Osmoderma eremita. Sono comunque numerose le specie protette dall'Unione europea censite all'interno del parco.
L'ente parco mantiene inoltre l'allevamento di cavalli appartenenti alla razza autoctona Tpr presso le scuderie della Cascina Vittoria.

## Flora
Una parte dell'area può essere considerata un vero bosco planiziale: vi si trovano le specie vegetali tipiche del clima temperato: farnia, rovere, ontano, salici, olmo, acero, frassino, pioppo bianco e pioppo nero, noccioli, betulle, carpini e le tipiche piante del sottobosco padano. Altre aree mantengono l'aspetto della prateria acida a molinia tipica dell'alta pianura.

## Luoghi di interesse
All'interno del parco si trova il Castello La Mandria, un bene definito dall'UNESCO patrimonio dell'Umanità, che ospitò in occasione dell'Expo 1961 la regina Elisabetta II in visita in Italia. Inoltre vi si trovano anche il Castello dei Laghi, piccolo edificio che fu reposoir di caccia del re Vittorio Emanuele II, diverse cascine coloniche e casini di caccia.
A fianco dell'ingresso omonimo, a San Gillio, si trova il castelletto della Bizzarría, così chiamato per lo stile architettonico fantasioso e indefinibile, con elementi architettonici del tutto particolari che possono ricordare il liberty, o le torri moresche, concepito come piccolo padiglione di caccia, è una degli edifici più curiosi del parco.
A poche centinaia di metri dall'entrata di Druento si trova la cascina Rubbianetta, costruita negli anni 1860-63 per volere di Vittorio Emanuele II, come centro di allevamento cavalli. A lato la notevole chiesetta di San Giuliano, fondata attorno al 1250 e ristrutturata alla fine del XV secolo, che conserva pregevoli affreschi coevi.

## Strutture ricettive e attività
Della Mandria è importante segnalare come essa sia organizzata al suo interno: visitando i suoi lunghi viali appositamente aperti per regalare "giornate nel verde" ai cittadini che volessero visitarla, si possono trovare punti di ristoro, quali il ristorante posto presso la cascina Prato Pascolo e Oslera, cascine con cavalli, come la cascina Vittoria ed il Centro Internazionale del cavallo alla Cascina Rubianetta, spiazzi attrezzati con tavoli per pic-nic e infine alcuni punti, segnalati su apposite mappe presenti all'interno del parco, per il noleggio di biciclette (a Prato Pascolo all'interno del parco ed all'entrata di Druento vicino ai parcheggi, nonché a Cascina Oslera sulla direttissima Torino-Lanzo) e quant'altro possa essere utile per visitare il parco. All'entrata di Druento, da alcuni anni, esiste un'area sosta camper molto frequentata.
Accanto ai sentieri più frequentati ne sono presenti altri meno battuti particolarmente adatti per l'osservazione delle specie vegetali ed animali autoctone del parco. L'attività di osservazione faunistica è intensissima e si può dire che non ci sia ragazzo torinese che non abbia passato almeno una giornata nel parco usufruendo dei programmi formativi organizzati dalle guide naturalistiche. Si ricorda però che l'accesso ai sentieri è consentito unicamente alle comitive con visita guidata.
Vi è poi, nella parte privata del parco, un hotel 4 stelle, un ristorante e un centro benessere ricavati dall'attento restauro di un casolare risalente al XVIII secolo. Nelle vicinanze si trovano il Circolo Golf Torino e il Royal Park i Roveri, due tra i golf club più quotati in Italia.